# 刺毛柏拉木
刺毛柏拉木（学名：Blastus setulosus）为野牡丹科柏拉木属下的一个种。

## 扩展阅读
- 維基物種上的相關：刺毛柏拉木